# IC 5095
IC 5095 је спирална галаксија у сазвјежђу Паун која се налази на листи објеката дубоког неба у Индекс каталогу.
Деклинација објекта је - 59° 56' 51" а ректасцензија 21h 17m 22,0s. Привидна величина (магнитуда) објекта IC 5095 износи 14,7 а фотографска магнитуда 15,4. IC 5095 је још познат и под ознакама ESO 145-2, PGC 66498.